# Équipe d'Europe de football australien
 (novembre 2023).
L'équipe d'Europe de football australien, connue sous le nom de European Crusaders, représente l'Europe dans le football australien international.
Alors qu'une équipe masculine représentant toute l'Europe était prévue, l'équipe masculine n'a jamais été réellement constituée. Cependant, une équipe féminine a été créée.
L'équipe féminine a participé une fois à la Coupe internationale féminine de football australien, en 2017, lorsque l'équipe a terminé septième au classement général.
Les joueurs de l'équipe viennent de toute l'Europe, mais la grande majorité des joueuses sont française.

## Équipe actuelle
Les informations ci-dessous sont exactes à compter de la Coupe internationale de football australien 2017.

### Personnel
| Rôle                 | Nom              |
| -------------------- | ---------------- |
| Directrise           | Fanny Maillet    |
| Entraîneur           | Graham Andrews   |
| Personnel de soutien | Jon Sculley      |
| Personnel de soutien | Paul Ritchie     |
| Personnel de soutien | Joanne Mouradian |

### Joueuses
| Numéro | Nom                    | Pays représentant | Club                |
| ------ | ---------------------- | ----------------- | ------------------- |
| 1      | Isabella Rositano (en) | Italie            | Débutant            |
| 2      | Mathilde Combes        | France            | Paris Cockerelles   |
| 3      | Joanne Mouradian       | France            | Paris Cockerelles   |
| 4      | Coline Duquet          | France            | Paris Cockerelles   |
| 5      | Naima Ait El Mouden    | France            | Paris Cockerelles   |
| 6      | Marine Assemat         | France            | ALFA Lions          |
| 7      | Berengere Portal       | France            | Paris Cockerelles   |
| 8      | Catherine Giles        | France            | Paris Cockerelles   |
| 9      | Linn Gardell           | Suède             | Port Malmö Lynx     |
| 11     | Amanda King            | Suède             | Boston Demons       |
| 12     | Emilie Giancarli       | France            | Bordeaux Bombers    |
| 13     | Rachel Urquhart        | Écosse            | South Melbourne     |
| 14     | Dagmara Ratinski       | Croatie           | Perth Angels        |
| 17     | Leila Morgenroth       | Allemagne         | Sydney Uni Bombers  |
| 18     | Charline Wood          | Allemagne         | Newtown Breakaways  |
| 19     | Helene Pittet          | France            | Toulouse Hawks      |
| 22     | Ana Barisic            | Croatie           | Zagreb Panthers     |
| 26     | Anne Pille             | France            | Paris Cockerelles   |
| 33     | Laura Gauss            | Allemagne         | North Shore Bombers |
| 40     | Camille Portal         | France            | Bordeaux Bombers    |
| 47     | Frances Finn           | Irlande du Nord   | Perth Angels        |
| 81     | Claire Perez           | France            | Paris Cockerelles   |